# Nana Mouskouri

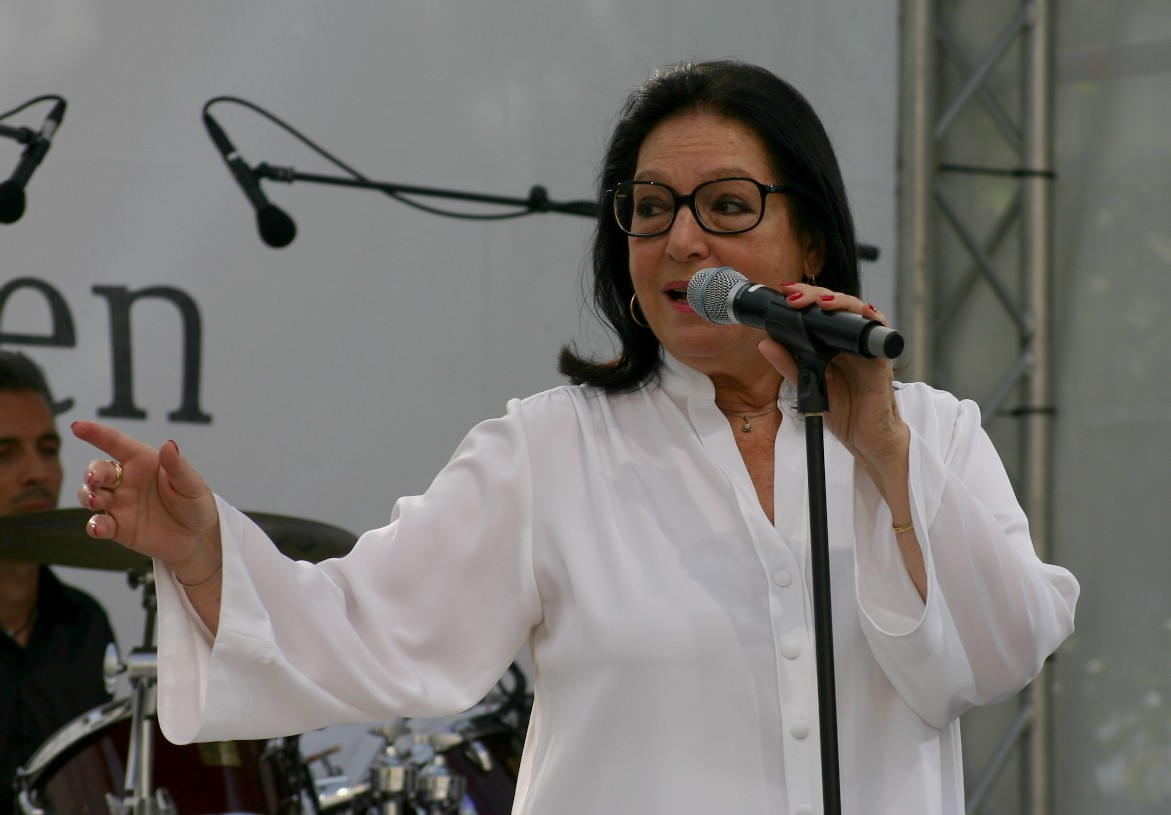
Nana Mouskouri, en 2012.

Iōánna Múskjuri (en griego: Νάνα Μούσχουρη /ˈnana ˈmusxuri/; La Canea, Creta; 13 de octubre de 1934) es una cantautora griega, particular por ser una de las solistas con mayores ventas en la historia, con más de 300 millones de discos, casetes y CD.

## Primeros años de vida
Su nombre es Iōánna Músjuri (Ιωάννα Μούσχουρη), conocida como Nana. Inició su carrera a temprana edad y se estableció con su familia en Atenas, donde su padre trabajaba como proyeccionista de cine; ahí comenzó el amor de Nana por el arte, especialmente la música.
Al comenzar la Segunda Guerra Mundial, Nana continuó con sus estudios gracias al apoyo de su profesor de música, y permaneció en el conservatorio hasta 1950. Luego cantó en pequeños clubes nocturnos, donde Harry Belafonte la daría a conocer posteriormente. Al percatarse de estas 'escapadas' de Nana a los clubes de jazz la echaron del conservatorio, y como ella menciona: Mi maestro me dijo: jazz o clásica, y yo opté por la música. Perteneció como vocalista al trío "Los atenienses", donde conoció a su marido Yorgos (George) Petsilas, del cual se separó después, en 1975. En 2003 se casó con André Chapelle, después de 30 años de relación, quien era y sigue siendo su productor.

## Vida artística

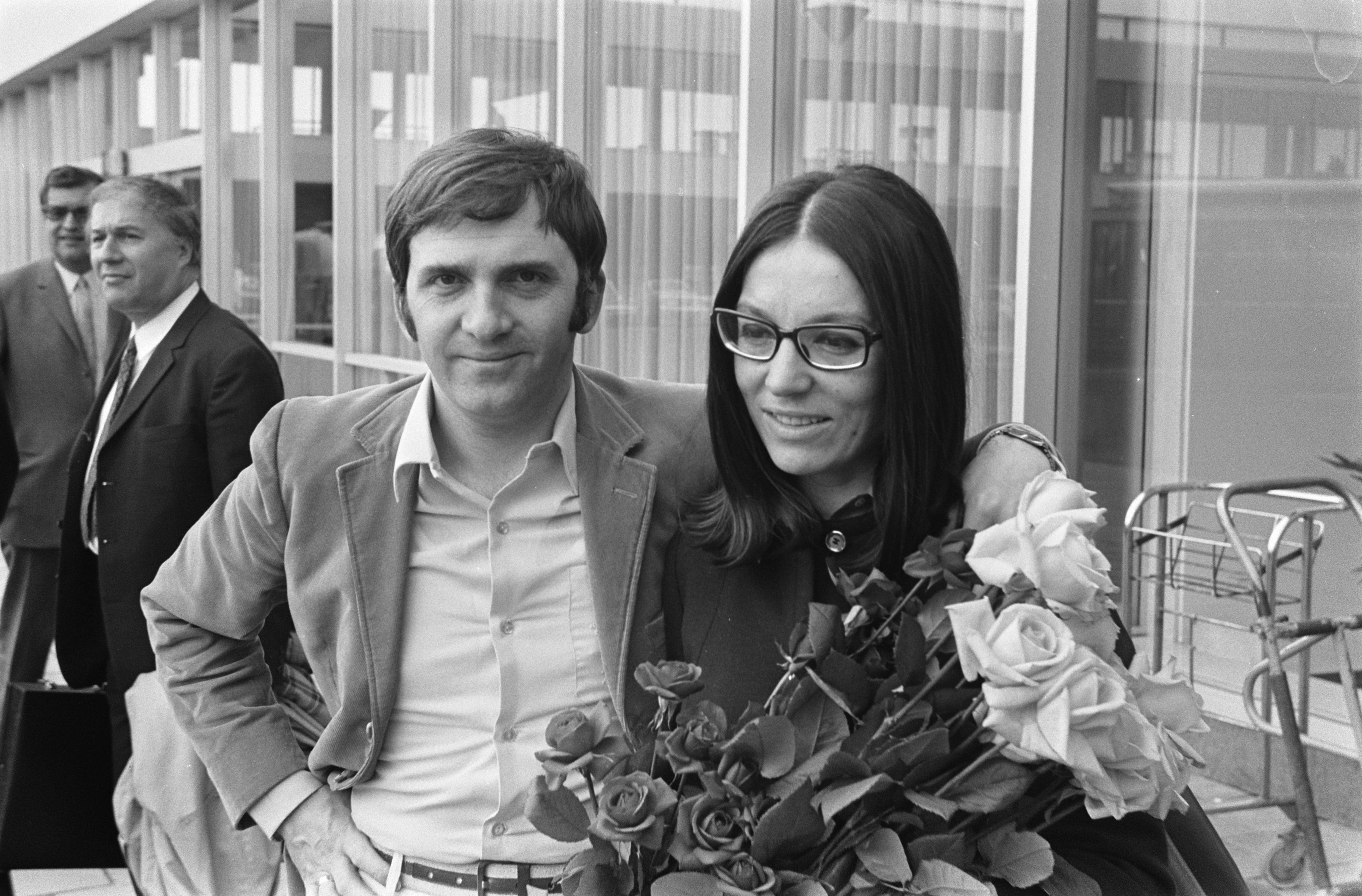
George Petsilas y Nana Mouskouri (Amsterdam, 1969)

En 1959 se inician los triunfos para Nana, gracias a sus experiencias con diversos géneros musicales (Pop, Jazz, Folclórica, Clásica, Góspel, etc.). En Estados Unidos llegó a grabar un álbum con Quincy Jones y actuó en televisión junto a Harry Belafonte.
Ganó dos premios de la canción griega. Su primer triunfo internacional fue en 1960, en el Festival Internacional del Mediterráneo en Barcelona. También fue premiada su canción «Nunca en domingo». Un año después, le siguió el Oso de oro de Berlín, por la música del documental Grecia, Tierra de Sueños (Ελλάδα, η χώρα των ονειρών). En ese mismo año gana su primer disco de oro por la canción en alemán "Weisse Rosen aus Athen" ("Las rosas blancas de Atenas"). 
En 1963 representó a Luxemburgo en el Festival de la Canción de Eurovisión con «À force de prier», quedando en la 8.ª posición. Luego alcanza otro gran éxito con «Los paraguas de Cherburgo», compuesta por Michel Legrand; pero posiblemente su canción más popular es «Libertad» ("Je chante avec toi Liberté") en 1981, que graba en cinco idiomas y que es una adaptación del "Va, pensiero" de la ópera Nabucco, de Giuseppe Verdi.
Desde entonces, Nana se convirtió en una celebridad mundial, y en cada concierto que da se agotan las entradas. Ganó también otros premios y grabó alrededor de 300 álbumes, que en los años 1980 y 1990 consolidaron aún más su carrera musical. Su más destacada característica es que ha grabado innumerables canciones en griego, inglés, francés, español, italiano, latín, alemán, hebreo y japonés, entre otros idiomas.
Posteriormente incursionó en la política, reprobando la dictadura militar griega y apoyando la democracia hasta su restitución en 1974. Su amor por los niños la llevó a ser embajadora de la UNICEF en 1993, y luego a representar a Grecia en el Parlamento Europeo en 1994.
En el ámbito musical, realizó diversas presentaciones en todos los continentes, ganando consigo el apoyo del público. Desde 1961 a 1972 perteneció a la Philips Fontana, y de 1972 y 1973 en adelante, a la Philips Records y Mercury Records, respectivamente. Ha grabado numerosos discos, como los que se muestran más adelante.
Alcanzó gran popularidad en España en los años '80, al ser invitada con frecuencia a los espectáculos televisivos de José Luis Moreno.
En 2006 acudió como invitada especial al Festival de Eurovisión que se celebró en su Grecia natal. Fue la encargada de accionar el reloj que daba comienzo a los votos telefónicos.

## Retiro musical
Para cerrar con broche de oro esta excelsa carrera y despedirse de sus fans, Nana planeó una gira de despedida (Farewell World Tour) por todo el mundo, que comenzó en el 2005 y terminó el 24 de julio de 2008 en el Odeón de Herodes Ático de Atenas.
En toda su carrera ha vendido más de 300 millones de discos en todo el mundo, siendo una de las solistas más exitosas.

## Discografía parcial
- Nana Mouskouri Canta canciones populares griegas (1960)
- I megales epitichies tis Nana Mouskouri (1961)
- Ta prota mas tragoudia (1961)
- The White Rose of Athens (1961)
- Greece, Land of Dreams (1962)
- The Girl From Greece Sings (1962)
- Roses Blanches de Corfu (1962)
- Ce Soir A Luna Park (1962)
- Crois-Moi ça durera (1962)
- Un homme est venu (1963)
- Sings Greek Songs-Never On Sunday (1963)
- Celui Que j'aime (1964)
- The Voice of Greece (1964)
- Chante en Grec (1965)
- Nana Mouskouri et Michael Legrand (1965)
- Griechische Gitarren mit Nana Mouskouri (1965)
- Nana Mouskouri in Italia (1965)
- Nana's Choice (1965)
- Nana Sings (1965)
- An Evening with Belafonte/Mouskouri (1966)
- Le Cœur trop tendre (1966)
- Strasse der hunderttausend Lichter (1966)
- Nana Mouskouri in Paris (1966)
- Moje Najlepse grčke pesme -Yugoslavia- (1966)
- Pesme Moje zemlje -Yugoslavia- (1966)
- Un souvenir du congres (1967)
- Nana Mouskouri à'lOlympia (1967)
- Showboat (1967)
- Chants de mon pays (1967)
- Singt Ihre Grossen Erfolge (1967)
- Le Jour où la Colombe (1967)
- Nana (1968)
- What now my love (1968)
- Une soirée avec Nana Mouskouri (1969)
- Dans le soleil et dans le vent (1969)
- Over and Over (1969)
- The exquisite Nana Mouskouri (1969)
- Mouskouri International (1969)
- Grand Gala (1969)
- Verzoekprogramma (1969)
- Le Tournesol (1970)
- Nana Recital 70 (1970)
- Sings Hadjidakis (1970)
- Turn On the sun (1970)
- Bridge Over troubled water (1970)
- My favorite Greek songs(1970)*
- After Midnight (1971)
- A Touch of French (1971)
- Love story (1971)
- Pour les enfants (1971)
- Comme un soleil (1971)
- A place in my heart (1971)
- Chante la Grèce (1972)
- Lieder meiner Heimat (1972)
- Xypna Agapi mou (1972)
- Christmas with Nana Mouskouri (1972)
- British concert (1972)
- Une voix... qui vivent du coeur (1972)
- Spiti mou spitaki mou (1972)
- Presenting...Songs from her TV series (1973)
- Vieilles Chansons de France (1973)
- Chante Noël (1973)
- Day is Done (1973)
- An American album (1973)
- Nana Mouskouri au théatre des champs-Elysées (1974)
- Que je sois un ange... (1974)
- Nana's Book of Songs (1974)
- The most beautiful songs (1974)
- Adieu mes amis (1974)
- Le temps des cerises (1974)
- If You Love me (1974)
- The magic of Nana Mouskouri (1974)
- Sieben Schwarze Rosen (1975)
- Toi qui t'en vas (1975)
- Träume sind Sterne (1975)
- At The Albert Hall (1975)
- Quand tu chantes (1976)
- Die Welt ist voll Licht (1976)
- Lieder die mann nie vergisst (1976)
- Nana in Holland (1976)
- Songs of the British isles (1976)
- Love goes on (1976)
- Quand Tu Chantes(1976)
- An Evening with Nana Mouskouri (1976)
- Ein Portrait (1976)
- La récréation (1976)
- Passport (1976)
- Une voix (1976)
- Alleluia (1977)
- Glück ist wie ein Schmetterling (1977)
- Star für Millionen (1977)
- Geliebt und bewundert (1977)
- Lieder, die die Liebe schreibt (1978)*
- Nouvelles chansons de la Vieille France (1978)
- Les enfants du Pirée (1978)
- Roses and Sunshine (1979)
- Vivre au Soleil (1979)
- Sing dein Lied (1979)
- Kinderlieder (1979)
- Come with me (1980)
- Vivre avec toi (1980)
- Die stimme in concert (1980)
- Wenn ich träum (1980)
- Alles Liebe (1981)
- Je Chante Avec Toi, Liberté (1981)
- Ballades (1982)
- Song for liberty (1982)
- Farben (1983)
- Quand on revient (1983)
- La dame de cœur (1984)
- Athina (1984)
- I endekati entoli (1985)
- Ma vérité (1985)
- Alone (1985)
- Libertad (1986)
- Kleine Wahrheiten (1986)
- Tu m'oublies (1986)
- Why Worry? (1986)
- Only Love (1986)
- Love Me Tender (1987)
- Tierra Viva (1987)
- Du und Ich (1987)
- Par amour (1987)
- Classique (1988)
- A voice from the heart (1988)
- The magic of Nana Mouskouri (1988)
- Concierto en Aranjuez (1989)
- Tout Simplement 1&2 (1989)
- Weinachts Lieder (1989)
- Taxidotis (1990)
- Gospel (1990)
- Only Love: The Best of Nana Mouskouri (1991)
- Nuestras canciones 1&2 (1991)
- Am Ziel meiner Reise (1991)
- Côté Sud - Côté Cœur (1992)
- Hollywood (1993)
- Falling in Love again (1993)
- Dix mille ans encore (1994)
- Agapi in'i zoi (1994)
- Nur ein Lied (1995)
- Nana Latina (1996)
- Hommages (1997)
- Return to Love (1997)
- The Romance of Nana Mouskouri (1997)
- Concert for peace (1998)
- Chanter la vie (1998)
- As time goes by (1999)
- The Christmas Album (2000)
- At Her Very Best (2001)
- Erinnerungen (2001)
- Songs the whole world loves (2001)
- Fille du soleil (2002)
- Un bolero por favor (2002)
- Ode to Joy (2002)
- Nana Swings (2003)
- Ich hab'gelacht, ich hab'geweint (2004)
- L'Integrale/Collection-34 CD Box Set (2004)
- A Canadian Tribute (2004)
- I'll Remember You (2005)
- Complete English Works/Collection-17 CD Box Set (2005)
- Moni Perpato (2006)
- Nana Mouskouri (Gold) (2 CD) (2006)
- Le Ciel est Noir - les 50 plus belles chansons (3 CD) (2007)
- The Ultimate Collection (2007)
- Les 100 plus belles chansons (5 CD) (2007)
- 50 Hronia Tragoudia (50 Years Of Songs)
- Alma Latina Todas sus grabaciones en español (5CD) (2008)
- The Best Of (Green Series) (2008)
- The Very Best Of (Readers Digest 4 CD-Box) (2008)
- The Ultimate Collection (Taiwan) (2CD) (2008)
- 'The Greatest Hits: Korea Tour Edition (2 CD-Box) (2008)
- Nana Mouskouri - Best Selection" (2009)
- Nana sings (reissue) (2009)
- Nana Mouskouri : Les hits (2009)
- Meine Schönsten Welterfolge vol. 2" (2CD) (2009)
- Les n°1 de Nana Mouskouri (Edition Limitée): (2CD) (2009)
- La más completa colección (2009)
- Nana Mouskouri I (2009)
- Nana Mouskouri : Highlights 娜娜穆斯库莉:精选" (2010)
- As time goes by (Nana Mouskouri sings the Great Movie Themes)" (reissue) (2010)
- The Danish Collection (reissue) (2010)
- Nana Jazz (2010)

## Libros
La primera biografía de Nana fue editada en francés bajo el título Chanter ma vie. En el año 2006 Mouskouri escribió su autobiografía en griego titulada Το όνομά μου είναι Νάνα (To onoma mou einai Nana - Mi nombre es Nana); este libro fue traducido en 2007 al inglés (Memoirs), al francés (La fille de la chauve-souris) y al alemán (Stimme der Sehnsucht-Meine Erinnerungen).

## Conciertos grabados y videos
- Concert For Peace (VHS) (1998).
- Nana Swings - Live at Jazzopen festival (DVD) (2003).
- Live at Herod Atticus (DVD - 2004) (VHS - 1984).
- Mein Athen (DVD) (2005).
- Ich Hab Gelacht - Ich Hab Geweint / Live in Berlin (DVD) (2006).
- The Farewell World Tour / Live at the Odeon Herodes Atticus (DVD) (2009).
- The Farewell World Tour / Live at The Royal Albert Hall (DVD-BluRay) (2012).